# Coleophora efflua
Coleophora efflua é uma espécie de mariposa do gênero Coleophora pertencente à família Coleophoridae.